# Gaiety School of Acting
La Gaiety School of Acting (GSA) è una scuola privata irlandese dedicata alla formazione degli attori. Fu fondata nel 1986 dal regista teatrale Joe Dowling ed è ubicata nel quartiere Temple Bar di Dublino.

## Offerta formativa
La scuola offre un corso intensivo per attori della durata di due anni al termine del quale viene rilasciato il diploma. I graduati possono proseguire il percorso studi con un ulteriore anno di specializzazione. Nell'offerta scolastica sono inclusi corsi aggiuntivi di breve durata aperti anche agli attori stranieri e in possesso di un titolo accademico conseguito in un'altra scuola. Nel programma viene dato ampio spazio allo studio dei drammaturghi irlandesi.